# Erdmaus
Die Erdmaus (Microtus agrestis) ist ein Säugetier aus der Unterfamilie der  Wühlmäuse (Arvicolinae). Sie ist als typischer r-Stratege ein häufiges Säugetier in Mitteleuropa und zeigt ähnlich wie die Feldmaus zyklische Massenvermehrungen.

## Merkmale
Die Erdmaus ist im Mittel etwas größer als die sehr ähnliche Feldmaus und das Fell ist etwas dunkler, lockerer und langhaariger. Die Kopf-Rumpf-Länge beträgt 95–133 mm, die Schwanzlänge 26–47 mm, die Länge des Hinterfußes 16–19 mm und die Ohrlänge 11–14 mm. Die Tiere wiegen 20–47 g, selten bis 55 g. Das Fell ist oberseits dunkelbraun, gelegentlich rotbraun. Die Unterseite ist weißlich und gelegentlich gelblich überhaucht.

## Verbreitung und Lebensraum
Das Verbreitungsgebiet der Erdmaus umfasst große Teile der nördlichen Paläarktis. Es reicht in West-Ost-Richtung von Großbritannien und dem nordwestlichen Spanien bis zum Baikalsee in Sibirien. In Nord-Süd-Richtung reicht das Areal von der Nordspitze Norwegens bis in das mittlere Portugal, in den Norden Italiens und den Süden Rumäniens; weiter östlich bis zur Nordgrenze Kasachstans.
Die Erdmaus bevorzugt relativ feuchte und kühle Habitate, in Mitteleuropa vor allem lichte Wälder, Lichtungen, vergraste Schonungen und Feuchtwiesen und dringt von allen Kleinsäugern Mitteleuropas am weitesten in Hochmoore vor. Sie kommt in den Alpen bis in 1800 m Höhe vor.

## Lebensweise
Erdmäuse sind tag- und nachtaktiv. Das Gangsystem wird oberirdisch versteckt unter Gras und Moos oder flach unterhalb der Bodenoberfläche angelegt. Die Kotplätze befinden sich in den Laufgängen. Die wohl ausschließlich pflanzliche Nahrung besteht vor allem aus Gras und Kräutern, im Winter werden auch Baumrinde und Wurzeln gefressen. 
Das rundliche Nest wird flach unterhalb der Bodenoberfläche oder bei feuchtem Boden oberirdisch in Seggenbülten und ähnlichem errichtet. Die Erdmaus ist ein ausgeprägter r-Stratege und der Bestand schwankt in vielen Populationen zyklisch stark in einem etwa vierjährlichen Rhythmus. Die Art zeigt ähnlich wie Feldmaus zahlreiche Anpassungen an eine schnelle Vermehrung bei guten Bedingungen (hohes Nahrungsangebot und günstige Witterung), unter anderem eine schnelle Wurffolge, eine extrem frühe Geschlechtsreife und die Bildung von Nestgemeinschaften durch mehrere Weibchen, in denen die Weibchen auch fremden Nachwuchs säugen. Die Würfe sind jedoch mit maximal 8 Jungen etwas kleiner als bei der Feldmaus, und eine Fortsetzung der Reproduktion auch im Winter ist bisher nicht bekannt.

## Bestand und Gefährdung
Die Erdmaus ist ein häufiges Säugetier in Mitteleuropa und in Deutschland ungefährdet; der Weltbestand ist laut IUCN ebenfalls ungefährdet.